# Możejki (stacja kolejowa)
Możejki (lit. Mažeikiai, ros. Мажейкяй) – stacja kolejowa w miejscowości Możejki, w rejonie możejskim, na Litwie. Węzeł linii Kuże - Wenta z linią do łotewskiej Jełgawy.
Jest to litewska stacja graniczna na granicy z Łotwą. Stacją graniczną po stronie łotewskiej jest Reņģe.

## Historia
Stacja została otwarta w XIX w. na drodze żelaznej libawsko-romeńskiej, pomiędzy stacjami Wenta i Wieksznie oraz stacją Ringen na drodze żelaznej mitawskiej. Początkowo nosiła nazwę Możejki, następnie Murawjewo (ros. Муравьёво, Murawjowo). W 1919 wróciła do poprzedniej nazwy.
Budynek dworcowy powstał w latach 80. XIX w. wraz z budową linii. Była to pierwsza murowana budowla w Możejkach. Na początku XX w. rozbudowany o skrzydła. Parter budynku zajmowała administracja stacji. Na piętrze mieściły się mieszkania. W okresie międzywojennym budynek stacji mieścił przechowalnię bagażu, pocztę z telegrafem, poczekalnię I klasy wraz restauracją oraz poczekalnię III klasy z bufetem.
W 2003 budynek dworca został wpisany do rejestru zabytków. Po upadku Związku Sowieckiego przestał pełnić funkcję dworca i był opuszczony. W połowie lat 10. XXI w. przeszedł remont.

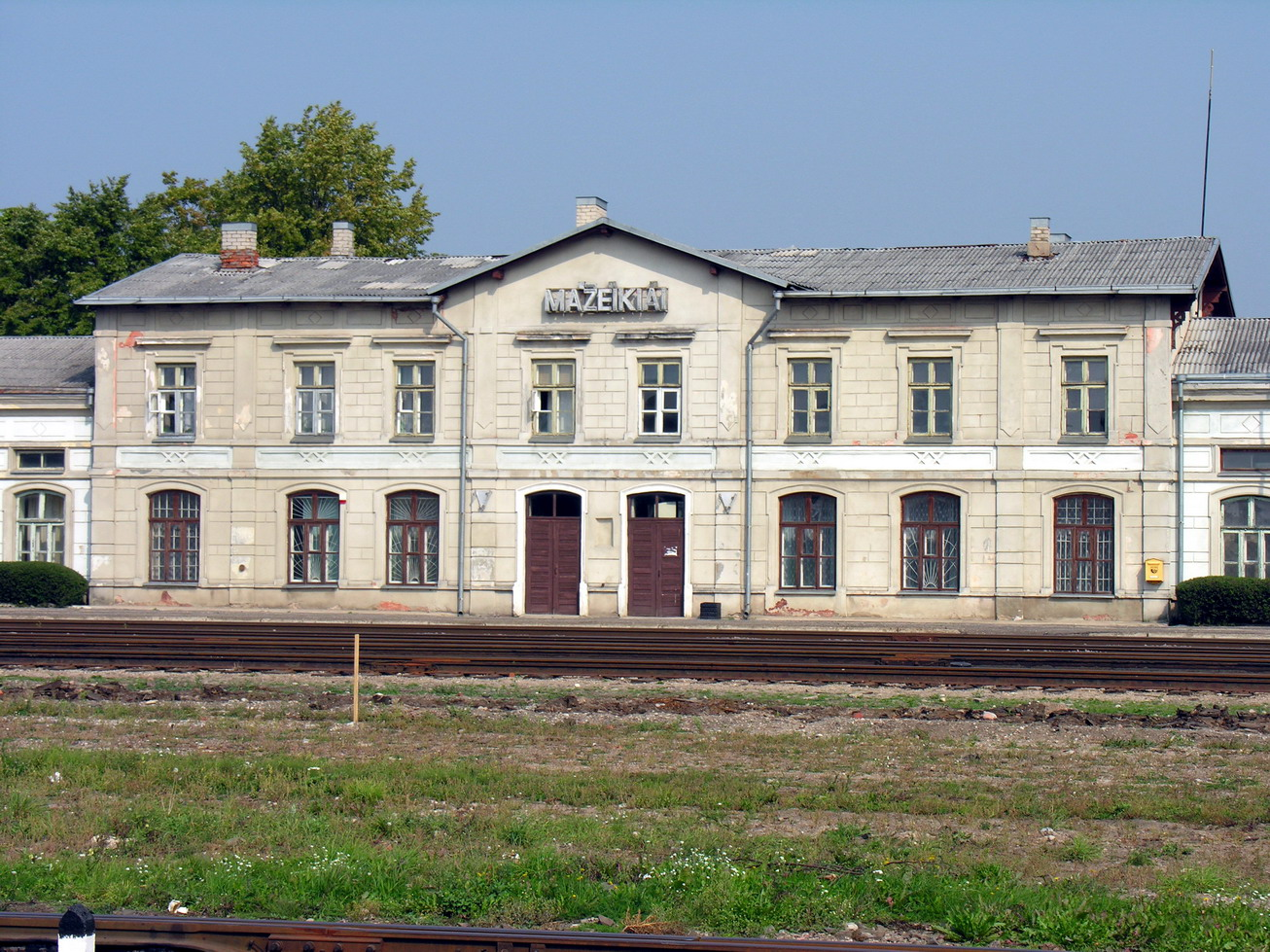
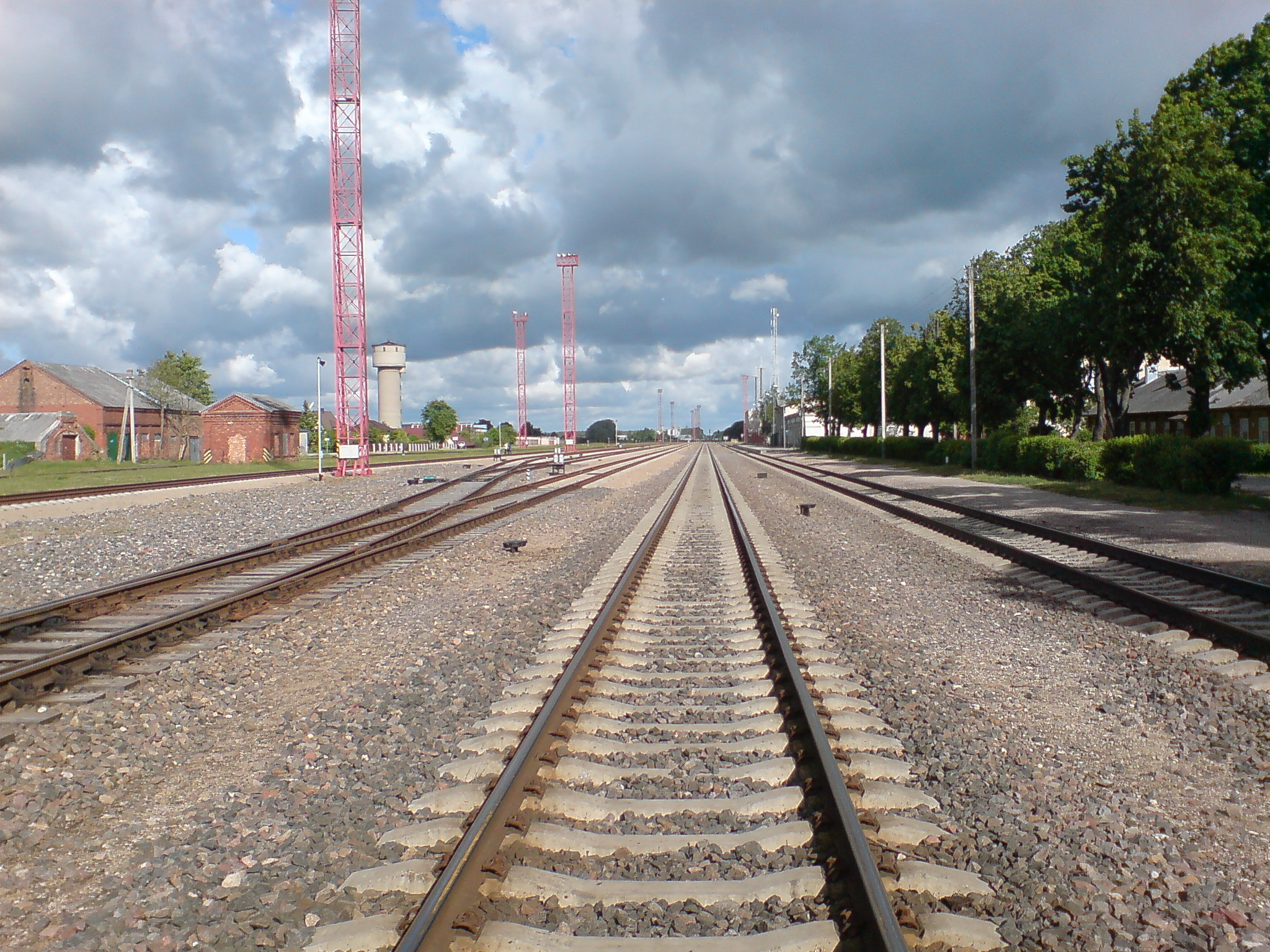
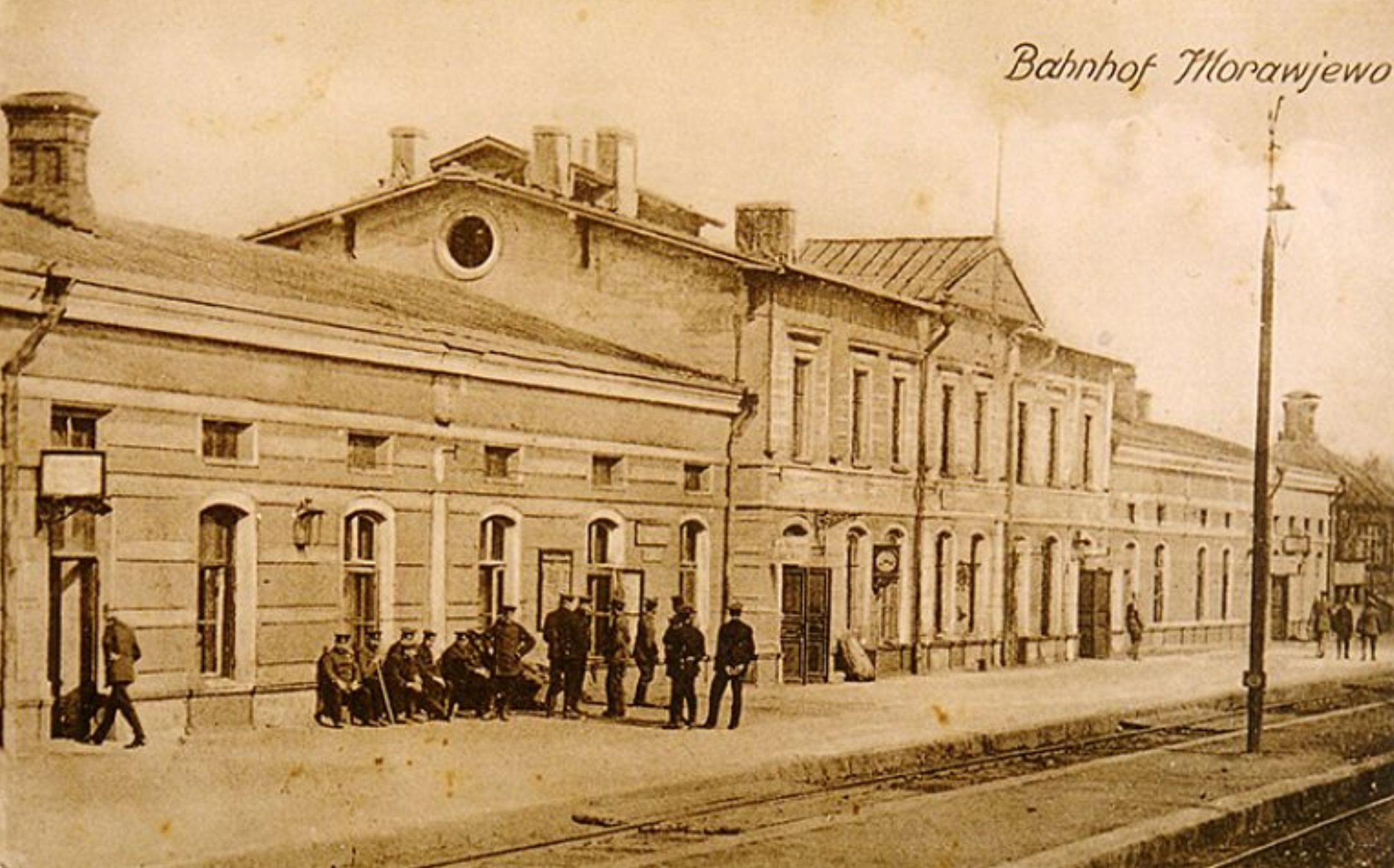
Stacja w czasach carskich